# 23759 Wangzhaoxin
23759 Wangzhaoxin là một tiểu hành tinh vành đai chính với chu kỳ quỹ đạo là 1207.1786488 ngày (3.31 năm).
Nó được phát hiện ngày 22 tháng 5 năm 1998.